# Clathria kylista
Clathria kylista är en svampdjursart som beskrevs av Hooper och Claude Lévi 1993. Clathria kylista ingår i släktet Clathria och familjen Microcionidae. Inga underarter finns listade i Catalogue of Life.